# Andre (piosenkarz)
Andre, właśc. Andrzej Marcysiak (ur. 24 października 1973) – polski piosenkarz wykonujący muzykę disco polo.

## Kariera zawodowa
Przed rozpoczęciem kariery muzycznej, służył przez kilkanaście lat w marynarce wojennej. Na scenie muzycznej aktywny od 2010 roku. W październiku 2013 w serwisie internetowym YouTube pojawił się pierwszy szeroko rozpoznawalny klip artysty „Ale Ale Aleksandra”, który do stycznia 2025 roku został odtworzony ponad 108 mln razy. Inne znane utwory Andre to między innymi „Powiem ludziom” z 2016 roku (6,8 mln odtworzeń na styczeń 2025), „Ta szalona Karolina” (złota płyta w 2020 roku). Wraz z wokalistką Aleksandra Lipińska znaną jako Chilli, we wrześniu 2020 roku wydali singiel „Żona i mąż”, który 31 grudnia 2024 roku uzyskał status platynowej płyty. Singel „Truskaweczka”, wydany w kwietniu 2022 roku, uzyskał certyfikat złotej płyty. W roku 2023 został zwycięzcą Plebiscytu Osobowość Roku w kategorii Kultura.

## Życie prywatne
W separacji  ma dwóch synów Adama i Igora.